# Sandra Rosado
Sandra Maria da Escóssia Rosado (Mossoró, 25 de maio de 1951) é uma advogada, assistente social e política brasileira, filiada ao PSB. Foi deputada estadual, deputada federal, vice-prefeita de Mossoró, Vereadora de Mossoró e a 33.ª prefeita de Mossoró.

## Família
Filha do ex-deputado federal e ex-prefeito de Mossoró Vingt Rosado, é casada com o ex-deputado federal Laíre Rosado Filho e mãe da deputada estadual Larissa Rosado e do ex-vereador Lairinho Rosado. Por parte de pai, é prima legítima de Carlos Augusto Rosado, marido da ex-governadora Rosalba Ciarlini, de quem também é prima por parte de mãe.

## Desempenho em eleições
| Ano  | Eleição                         | Partido | Candidato a       | Votos  | Percentual | Votos em Mossoró | Percentual em Mossoró | Resultado  |
| ---- | ------------------------------- | ------- | ----------------- | ------ | ---------- | ---------------- | --------------------- | ---------- |
| 1992 | Municipal de Mossoró            | PMDB    | Vice Prefeita     | —      | —          | 37.188           | 47,79%                | Eleita     |
| 1996 | Municipal de Mossoró            | PMDB    | Prefeita          | —      | —          | 26.118           | 28,50%                | Não Eleita |
| 1998 | Estadual do Rio Grande do Norte | PMDB    | Deputada Estadual | 19.694 | 1,77%      | 12.511           | 14,06%                | Eleita     |
| 2002 | Estadual do Rio Grande do Norte | PMDB    | Deputada Federal  | 90.792 | 6,21%      | 27.779           | 26,50%                | Eleita     |
| 2006 | Estadual do Rio Grande do Norte | PSB     | Deputada Federal  | 69.277 | 4,27%      | 19.852           | 17,59%                | Eleita     |
| 2010 | Estadual do Rio Grande do Norte | PSB     | Deputada Federal  | 92.746 | 5,61%      | 25.072           | 21,90%                | Eleita     |
| 2014 | Estadual do Rio Grande do Norte | PSB     | Deputada Federal  | 51.612 | 3,26%      | 18.271           | 18,33%                | Não Eleita |
| 2016 | Municipal de Mossoró            | PSB     | Vereadora         | —      | —          | 2.129            | 1,58%                 | Eleita     |
| 2022 | Estadual do Rio Grande do Norte | UNIÃO   | Deputada Federal  | 6.760  | 0,36%      | 3.254            | 2,48%                 | Não Eleita |